# 電気素量
電気素量 （でんきそりょう、英: elementary charge）は電気量の最小量である。素電荷（そでんか）、電荷素量とも呼ばれる。記号 e で表される。
電気素量は電子1個の運ぶ電気量の大きさである。基礎的な物理定数であり単位としても用いられる。電気素量は陽子1個や陽電子1個の電荷と等しい。
素粒子が保持する電気量としては、クォークは種類によって電気素量の1/3や2/3に相当する電気量を保持しているとされる。しかし、クォークが単独で存在することはなく（クォークの閉じ込め）、現実に現れる電気量としては電気素量が最小である。
原子核物理学や化学では粒子の電荷を表すために用いられる。素粒子物理学において、電磁相互作用のゲージ結合定数であり、相互作用の大きさを表す指標である。

## 値
電気素量の国際単位系（SI）では正確に
{\displaystyle e=1.602~176~634\times 10^{-19}\ {\text{C}}}
と定めている。
2019年5月20日に発効した現行のSIにおいて、電気素量はSIを定義する定義定数の一つであり、電気素量には不確かさがない。
CGS静電単位系やガウス単位系での値は
{\displaystyle e=4.803~204~673(30)\times 10^{-10}\ {\text{esu}}}
である。これらの単位系では、電気素量は定義定数ではなく、微細構造定数 α と以下の式で関連付けられる測定値である。
{\displaystyle e={\sqrt {\hbar c\alpha }}}

## 電気素量の計測実験
1897年 ジョン・タウンゼントの実験
電気分解によって生じる帯電した気体イオンの量と帯電量を測定し、電荷を算出した。
1898年 J.J. トムソンの実験
水蒸気をイオン化して、電流と水蒸気の質量から求めた。
1903年 ジョン・タウンゼントとH.A. ウィルソンの実験
水蒸気のイオンの電界中の落下速度から求めた。
1909年 ミリカンの油滴実験
油滴を使ったウィルソン実験を改良し、多くの誤差要因を排除した。当時の計測値は 1.592×10−19 クーロンだったとされる。

## 電磁気量の単位
歴史的に電磁気量の単位系は、何らかの幾何学的な配位において作用する電磁気的な力の大きさに基づいて力学量の単位系から組み立てられる、一貫性のある単位系として定義されており、電気素量との理論的な関係はない。
現行の SI 系において電気素量は電磁気量の単位を定義する定義定数として位置付けられているが、これも歴史的な単位から換算係数が簡単になるように値が決められているだけで、電気素量が定数であるという以上に理論的な裏付けに基づくものではない。
なお、1 mol あたりの電子の電気量は単位ファラデー（記号: Fd）であり、電気素量にアボガドロ数 NA をかけたものである。
Fd = NA e =(6.02214076×1023 /mol) × (1.602176634×10−19 C) = 96485.3321233100184 C/mol（正確に）

## 量子電気力学における電気素量
量子電気力学においては、ある時空点で電子が光子を放出したり吸収したりする確率振幅の大きさが電気素量に対応する。ファインマン・ダイアグラムを用いることでその事がより明らかになる。